# Werner Müller (Sportfunktionär, 1952)
Werner Müller (* 1952) aus Spiez ist ein Schweizer Architekt und war von März 2010 bis März 2017 Präsident des Sportvereins BSC Young Boys aus Bern.
Als Architekt war er von 1983 an für die Berner Generalunternehmung Marazzi als Generaldirektor tätig. Müller verliess das Unternehmen am 31. Dezember 2009 und wechselte zur Senevita AG. Im Februar 2021 wurde er pensioniert.
Müller war als Generaldirektor von Marazzi verantwortlich für den Bau des neuen Wankdorfstadions, des Stadions des BSC Young Boys. Er ist verheiratet und Vater von zwei Töchtern.